# Real Valladolid CF
A Real Valladolid, vagy egyszerűen Valladolid egy spanyol labdarúgócsapat, melyet 1928-ban alapítottak. Jelenleg az első osztályban szerepel.

## Játékoskeret
2020. október 3. szerint:
| #  |         | Poszt | Név                                   |
| -- | ------- | ----- | ------------------------------------- |
| 1  | spanyol | K     | Jordi Masip (3. számú csapatkapitány) |
| 2  | spanyol | V     | Luis Pérez                            |
| 3  | spanyol | V     | Raúl García                           |
| 4  | spanyol | V     | Kiko                                  |
| 5  | spanyol | V     | Javier Sánchez                        |
| 6  | spanyol | V     | Bruno González                        |
| 7  | spanyol | CS    | Sergi Guardiola                       |
| 8  | spanyol | KP    | Kike Pérez                            |
| 9  | izraeli | CS    | Shon Weissman                         |
| 10 | spanyol | CS    | Óscar Plano                           |
| 11 | spanyol | KP    | Pablo Hervías                         |
| 13 | spanyol | K     | Roberto Jiménez                       |

| #  |         | Poszt | Név                               |
| -- | ------- | ----- | --------------------------------- |
| 14 | spanyol | KP    | Rubén Alcaraz                     |
| 15 | MAR     | KP    | Dzsavád el-Jámík                  |
| 16 | BRA     | CS    | Marcos André                      |
| 17 | spanyol | V     | Javi Moyano                       |
| 19 | spanyol | KP    | Toni                              |
| 20 | horvát  | KP    | Fede San Emeterio                 |
| 21 | spanyol | KP    | Míchel (csapatkapitány-helyettes) |
| 22 | spanyol | V     | Nacho (4. számú csapatkapitány)   |
| 23 | ESP     | CS    | Waldo Rubio                       |
| 24 | spanyol | V     | Joaquín                           |
| —  | SUI     | V     | Saidy Janko                       |
| —  | ESP     | CS    | Miguel de la Fuente               |

## A legutóbbi szezonok statisztikája
| Szezon    |    | Poz. | Mérk. | Gy | D  | V  | RG | KG | P  | Kupa | Nemzetközi | Nemzetközi | Megjegyzés  |
| --------- | -- | ---- | ----- | -- | -- | -- | -- | -- | -- | ---- | ---------- | ---------- | ----------- |
| 1997–1998 | 1D | 11   | 38    | 13 | 11 | 14 | 36 | 47 | 50 | L16  | UC         | 2. forduló |             |
| 1998–1999 | 1D | 12   | 38    | 13 | 9  | 16 | 35 | 44 | 48 | L16  |            |            |             |
| 1999–2000 | 1D | 8    | 38    | 14 | 11 | 13 | 36 | 44 | 53 | 2R   |            |            |             |
| 2000–2001 | 1D | 16   | 38    | 9  | 15 | 14 | 42 | 50 | 42 | L64  |            |            |             |
| 2001–2002 | 1D | 12   | 38    | 13 | 9  | 16 | 45 | 58 | 48 | QF   |            |            |             |
| 2002–2003 | 1D | 13   | 38    | 12 | 10 | 16 | 37 | 40 | 46 | L16  |            |            |             |
| 2003–2004 | 1D | 18   | 38    | 10 | 11 | 17 | 46 | 56 | 41 | L16  |            |            | Kiesett     |
| 2004–2005 | 2D | 6    | 42    | 18 | 9  | 15 | 56 | 56 | 63 | QF   |            |            |             |
| 2005–2006 | 2D | 11   | 42    | 14 | 13 | 15 | 54 | 54 | 55 | 1R   |            |            |             |
| 2006–2007 | 2D | 1    | 42    | 26 | 10 | 6  | 70 | 35 | 88 | QF   |            |            | Feljutott   |
| 2007–2008 | 1D | 15   | 38    | 11 | 12 | 15 | 42 | 57 | 45 | L16  |            |            |             |
| 2008–2009 | 1D | 8    | 15    | 7  | 2  | 6  | 22 | 20 | 23 | L16  |            |            | Folyamatban |

## Ismertebb játékosok
| - Martín Cardetti - Gabriel Heinze - Diego Klimowicz - Albano Bizzarri - Pablo Richetti - Oscar Flores - Javier Muñoz - Pablo Paz - Carlos Alberto Fenoy - Juan Manuel Peña - Júlio César - Arílson - Rodrigo Fabri - José Veiga - Patricio Yañez - Jorge Aravena - Óscar Wirth - Leonel Alvarez - René Higuita - Carlos Valderrama | - Harold Lozano - Edwin Congo - Alen Peternac - Iván Kaviedes - Mágico González - Daniel Dutuel - Cuauhtemoc Blanco - Jo Sodzsi - Ariza Makukula - Dragan Isailović - Dragan Ćirić - Gonzalo Colsa - David Aganzo - José Antonio García Calvo - Jesus María Pereda - Ramallets - José Luis Caminero - Ramón María Calderé - Eusebio Sacristán - Manuel Sanchís Martínez | - Hipólito Rincón - Fernando Hierro - Gail - Luis García - Ricardo - Benjamín Zarandona - Tote - César Sánchez - Sergio Asenjo - José Moré - Luis Mariano Minguela - Gregorio Fonseca - Gabriel Moya - Onésimo Sánchez - Juan Carlos Rodríguez - Jacinto Cabrera - Álvaro Gutiérrez - Nicolas Olivera - Fabian Estoyanoff - José Luis Mosquera |

## Ismertebb edzők
- Plattkó István, 1928-31, 1934-40
- Plattkó Károly, 1941-43
- Plattkó Ferenc, 1945-46
- Helenio Herrera, 1948-49
- Heriberto Herrera, 1962
- Antoni Ramallets, 1962-63, 1965-66
- Emilio Aldecoa, 1966-67
- Enrique Orizaola, 1967-68, 1968-69
- Fernando Redondo, 1973-74, 1984-85, 1990, 1995
- Rafael Benítez, 1995-96
- Vicente Cantatore, 1985-86 to 1989-90, 1996-97
- José Luis Mendilibar, 2006-